# Leroy Barnes
Pour les articles homonymes, voir Barnes.
Leroy Nicholas « Nicky » Barnes (né le 15 octobre 1933 à New York et mort en 2012) est un ancien baron de la drogue new yorkais  et un des chefs mafieux qui dirigeaient l'organisation criminelle afro-américaine connue sous le nom de The Council (en), qui contrôlait le trafic d'héroïne à Harlem. Il fut surnommé « Mr Intouchable », car il échappait à toutes les condamnations. Le 5 juin 1977, il fit la couverture du New York Times. Le journal lui avait indiqué qu'ils allaient utiliser une photo d'identité judiciaire de lui, à défaut d'avoir une autre photo disponible. Barnes accepta alors de poser pour le magazine. Cette posture d'invulnérabilité d'un criminel choqua le président Jimmy Carter qui demanda à Griffin Bell, alors Attorney General, de poursuivre Barnes avec la plus grande interprétation que permettait la loi. Le département de la Justice américain le fit et Barnes fut poursuivi pour crimes en lien avec le trafic de drogue et condamné à la prison à vie sans possibilité de remise de peine en juin 1978. Estimant avoir été abandonné par le Council, il décida de coopérer avec la justice, permettant l'arrestation de nombreux autres trafiquants. Il put ainsi bénéficier d'une remise de peine et fut libéré en 1998. Il est depuis sous le programme fédéral de protection des témoins. 
En 2007, il publia un livre, Mr. Untouchable, écrit avec Tom Folsom et un documentaire réalisé par Marc Levin sortit avec le même titre,.  Cette même année, Barnes et son ancien « concurrent », Frank Lucas, furent réunis par le journaliste du magazine  New York, Mark Jacobson, pour une conversation historique entre deux hommes qui ne s'étaient plus parlé depuis 30 ans.
Bien qu'il soit décédé en 2012 d'un cancer, sa mort ne fut annoncée qu'en juin 2019.

## Source
- (en) Cet article est partiellement ou en totalité issu de l’article de Wikipédia en anglais intitulé « Nicky Barnes » (voir la liste des auteurs).